# Arabe levantin méridional
L'arabe levantin méridional ou arabe jordano-palestinien (arabe : اللهجة الشامية الجنوبية) est une forme dialectale de l'arabe utilisée principalement en Palestine, ainsi que dans la région ouest de la Jordanie (dans les gouvernorats d’Ajlun, Al Balqa, Al Karak, Al Mafraq, Amman, Irbid, Jerash et Madaba),.

## Varietés
Les dialectes de l'arabe levantin méridional comprennent:
- Arabe jordanien: Fellahi, Madani
- Arabe palestinien: Fellahi, Madani